# Мубарек
Мубарек (узб. Муборак, Muborak) — місто в Узбекистані, центр Мубарецького району Кашкадар'їнської області. Виникло як селище при нафтопереробному комплексі. Статус міста з 1974 року.
Підприємства Мубарека займаються видобутком природного газу. Також в місті знаходиться газопереробний завод. Фірми і компанії Мубарека надають послуги з автотранспортних перевезень, послуги поліграфії та банківські послуги. У місті функціонує залізнична станція. Освітні установи представлені загальноосвітніми школами.

## Географія
Місто знаходиться на заході Каршинського степу. Клімат посушливий, опадів — 200–400 мм на рік. На початку 70-их був прокладений канал для забезпечення міста водою.